# إيلا بي. إنسور ويلسون
إيلا بي. إنسور ويلسون (المعروفة أيضًا باسم السيدة أوغسطس ويلسون؛ 1838 - 11 سبتمبر 1913) كانت ناشطة اجتماعية وكاتبة أمريكية في القرن التاسع عشر، مرتبطة بحركات نسوية تطالب بحق التصويت وحركة مكافحة الكحوليات. كانت مدافعة قوية عن «حقوق المساواة»، وعلى الرغم من أن مكان ولادتها كان في ولاية ميريلاند، وهي ولاية استعبادية، وقد تربت وتعلمت تحت تأثير تلك الظروف، إلا أنها كانت دائمًا معارضة للعبودية. دعمت ويلسون قضايا النساء بتأثيرها وثروتها. قبل عام ونصف من وفاتها، أعلن عن كونها مجنونة.

## نشأتها
ولدت إليانور (التي كانت تلقب «إيلا») بينسون إنسور في منزل إنسور، بمقاطعة بالتيمور في ولاية ميريلاند عام 1838. كانت ابنة الجنرال جون إس. إنسور وزوجته إليزابيث. اهتم والدها إلى حد كبير بمجالات الزراعة والقانون والتعليم، ولكنه اعتزل الأعمال التجارية بضع سنوات قبل وفاته في 7 فبراير 1866، في حين توفيت زوجته في 1867.
كان هناك ثمانية أطفال في العائلة، خمسة أبناء وثلاث بنات: جيمس بي. إنسور، جون ت. إنسور، زادوك إنسور، ولورا إنسور بيكر. كانت ويلسون الابنة الكبرى والطفلة الرابعة من بين ثمانية.

## مسيرتها

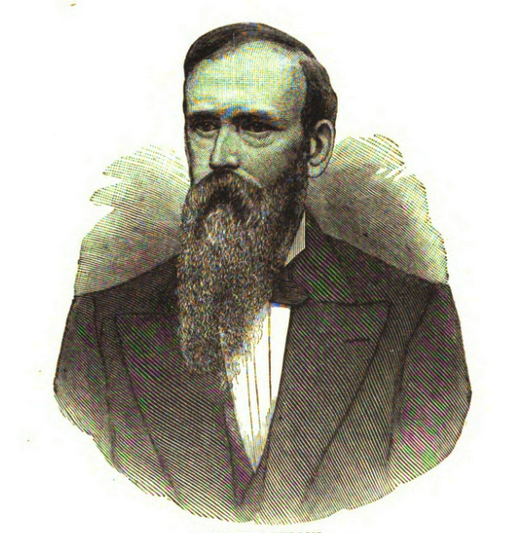
زوج إيلا، أوغسطس ويلسون

### ميريلاند
بعد انتهائها مباشرة من تعليمها، كتبت كتابًا عن تاريخ الأشجار والنباتات والزهور، باستخدام اللغة والأحاسيس الشعرية. خدمت ويلسون سكرتيرة خاصة لوالدها خلال الحرب الأهلية الأمريكية.

### أوهايو
في 1 ديسمبر 1863، تزوجت من أوغستوس ويلسون (مواليد 1836) من ولاية أوهايو، حيث استقروا فيها بعد سفرهم عبر الولايات المتحدة وكندا البريطانية.
كان لويلسون باع طويل في حركة نسوية تطالب بحق التصويت، وفي عام 1870، تم انتخابها رئيسة لإحدى الجمعيات. حضرت العديد من المؤتمرات الوطنية وضمن الولاية لدعم حقوق المرأة في التصويت.
في ولاية أوهايو، شاركت بجد في العمل من أجل مكافحة الكحول، وكانت عضوة في جمعية «المحافظين الصالحين» في تلك الولاية، حيث تم التعرف على تأثيرها وعملها.

### كانساس
في عام 1874، انتقلت عائلة ويسلون إلى بارسونز، كانساس، حيث انخرط السيد ويلسون في الأعمال التجارية. كانت عاملة فعّالة في «حركة ميرفي»، حيث كانت أمينة لمنظمة ميرفي في بارسونز. كما كانت مساهمة في الصحيفة الوحيدة الممثلة لحركة مكافحة الكحول في الجنوب الغربي. في عام 1879، أصبحت عضوة مُدَى الحياة في اتحاد مكافحة الكحول في كانساس. في عام 1880، انتُخبت رئيسة للعمل التشريعي لاتحاد النساء المسيحيات من أجل مكافحة الكحول في كانساس. في يوليو 1881، شاركت كمندوبة في المؤتمر الوطني لحظر الكحول، الذي عقد في شيكاغو.
في سن الخامسة عشرة، أصبحت عضوة مدى الحياة في الجمعية التبشيرية الأمريكية، حيث شاركت بنشاط في الأعمال المتعلقة بالقضايا المحلية والدولية. كانت مساهمة سخية في جمعية النساء للأعمال التبشيرية الخارجية بالتعاون مع اللجنة الأمريكية للمفوضين للأعمال التبشيرية الخارجية. في عام 1875، ساعدت في جمع التبرعات لتأسيس منزل للتبشير في القسطنطينية، تركيا.
في عام 1881، قدمت نداءً إلى كل من مجلسي الكونغرس لتأمين منازل في أوكلاهوما للمهاجرين القادمين من الجنوب. شاركت في العديد من المشروعات العامة، مثل صندوق نصب بارتولدي، وجمعية المساعدة للمزارعين الذين تأثرت محاصيلهم بالجفاف في كانساس، ومعارض نيو أورليانز. كانت عضوة في مجلس أمناء جمعية الفنون في ولاية كانساس، وعضوة في جمعية التاريخ في كانساس، وعضوة في العديد من المنظمات الهامة الأخرى.
بناءً على طلب من الرئيس تشيستر آرثر، عيّن حاكم ولاية كانساس جورج واشنطن غليك ويلسون لتكون السيدة المفوضة لمعرض القطن الصناعي المئوي في نيو أورليانز عام 1883، حيث حققت تميزًا وشرفًا وطنيًا لولايتها ولنفسها.